# Lâm Hổ (trung tướng)
Lâm Hổ (tiếng Trung: 林虎; bính âm: Lín Hŭ, 26 tháng 12 năm 1927 - 3 tháng 3 năm 2018) là phi công người Trung Quốc, phi công chiến đấu và trung tướng của Không quân Quân Giải phóng Nhân dân Trung Quốc (PLAAF). Cha ông là người Trung Quốc còn mẹ ông lại là một người Nga, ông đã bị mồ côi từ nhỏ. Ông gia nhập bát lộ quân để chiến đấu trong Chiến tranh Trung-Nhật lần thứ hai trước khi ông bước sang tuổi 11. Sau Thế Chiến thứ Hai, ông được đào tạo như một phi công chiến đấu và chiến đấu trong Chiến tranh Triều Tiên và Khủng hoảng eo biển Đài Loan lần 2. Ông từng giữ chức Phó Tư lệnh Không quân PLA từ năm 1985 đến năm 1994 và được phong cấp trung tướng năm 1988.

## Thuở nhỏ
Lâm Hổ sinh ngày 26 tháng 12 năm 1927 tại Cáp Nhĩ Tân, tỉnh Hắc Long Giang. Cha của ông, là người quê Chiêu Viễn, tỉnh Sơn Đông, chuyển đến Cáp Nhĩ Tân ở Đông Bắc Trung Quốc. Ở đó, cha và mẹ ông gặp nhau, mẹ ông là một người phụ nữ Nga. Ông là con thứ hai, với một chị gái và một em trai. Khi còn nhỏ, cha ông qua đời vào một đêm mùa đông sau khi ngủ trên một đoàn tàu than. Ngay sau đó, mẹ và em trai của ông đều bị ốm và chết. Sau đó, ông được một gia đình họ Lâm nhận nuôi, họ gọi ông là Lâm Căn Sinh (林根生). Chị ông được một gia đình khác nuôi.

## Sự nghiệp thời chiến

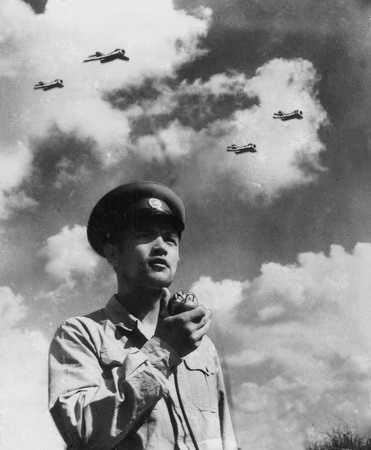
Lâm Hổ chỉ đạo các chuyến bay tại sân bay Ngoại Sa Sán Đầu (1956)

Sau Chiến tranh Trung-Nhật, ông gia nhập bát lộ quân vào tháng 10 năm 1938 và chiến đấu trong căn cứ du kích Cộng sản ở dãy núi Nghi Mông thuộc tỉnh Sơn Đông, trước khi ông 11 tuổi; ông được đổi tên thành Lâm Hổ bởi cấp trên.
Năm 1945, ông trở thành thành viên của Đảng Cộng sản Trung Quốc. Sau khi Nhật Bản đầu hàng vào cuối Thế Chiến thứ II, Quân đội Cộng sản Đông Bắc đã tiếp nhận một số máy bay chiến đấu, phi công và cơ giới của Nhật Bản trong nhà nước Mãn Châu cũ và thành lập trường hàng không đầu tiên, Trường học Hợp chủng Hàng không  Lục quân Dân chủ Đông Bắc Trung Quốc (tiền thân của Đại học Không quân Quân Giải phóng Nhân dân Trung Quốc). Ông được chọn để được đào tạo phi công tại trường học, và ssau đó ông tốt nghiệp năm 1949. Tại lễ thành lập nước Cộng hòa Nhân dân Trung Hoa vào ngày 1 tháng 10 năm 1949, ông đã lái thử một chiếc máy bay chiến đấu P-51 Mustang và bay qua bầu trời trên Thiên An Môn ở Bắc Kinh.
Trong chiến tranh Triều Tiên, ông là một phó tư lệnh trung đoàn của Chí nguyện quân Nhân dân. Ông được cho là đã bắn hạ một chiếc F-86 Sabre, chiếc máy bay chiến đấu tốt nhất của Không lực Hoa Kỳ. Sau khi chiến tranh kết thúc, ông được thăng lên phó tư lệnh Sư đoàn 18 của Không quân Quân Giải phóng Nhân dân Trung Quốc tại căn cứ không quân Sa Đê ở Phật Sơn, Quảng Đông. Trong cuộc khủng hoảng eo biển Đài Loan lần 2 năm 1958, ông bắn hạ hai máy bay chiến đấu Đài Loan và làm hư hỏng chiếc thứ ba.

## Sự nghiệp sau đó
Sau đó, ông tiếp tục phục vụ như là phó tư lệnh quân đoàn, phó tư lệnh không quân khu vực và Phó Tư lệnh của Đại học Không quân Quân Giải phóng Nhân dân Trung Quốc. Năm 1985, ông được bổ nhiệm làm phó Tư lệnh của Không quân Quân Giải phóng Nhân dân Trung Quốc, phục vụ dưới sự chỉ huy của Vương Hải, cùng với Lý Vĩnh Thái và Lưu Chí Điền, tất cả là cựu chiến binh trong chiến tranh Triều Tiên. Năm 1988, ông được trao tặng cấp bậc Trung tướng. Ông đã về hưu vào tháng 10 năm 1994.
Tháng 8 năm 1997, ông đã thực hiện chuyến bay cuối cùng của mình với Su-30 tại Triển lãm hàng không MAKS. Ông cùng với Anatoly Kvochur đã thực hiện một loạt các nhào lộn bao gồm Pugachev's Cobra.
Tháng 1 năm 2002, ông xuất bản cuốn sách Chiến đấu để Bảo vệ Không phận của Tổ quốc - Một hồi tưởng về các trận chiến không quân trong hai mươi năm đầu của Trung Quốc mới. (保卫祖国领空的战斗—新中国二十年国土防空作战回顾), mô tả các hoạt động phòng thủ của PLAAF giữa những năm 1949 và 1969.

## Qua đời
Ông qua đời vào tối ngày 3 tháng 3 năm 2018, ở tuổi 90. Ông qua đời cùng ngày với người bạn bè và đồng nghiệp của mình, cựu chiến binh chiến tranh Triều Tiên là trung tướng Diệu Tiên.

## Cuộc sống cá nhân
Lâm Hổ có một con gái tên là Lâm Lê (林莉).